# La Petite Décharge (La Grosse Décharge)
La Petite Décharge est un affluent de la Grosse Décharge, coulant dans le territoire non organisé de Lac-Ministuk, dans la municipalité régionale de comté du Le Fjord-du-Saguenay, dans la région administrative du Saguenay–Lac-Saint-Jean, dans la province de Québec, au Canada. Le cours de la Petite Décharge traverse la partie nord de la zec Mars-Moulin.
Cette petite vallée est desservie par le chemin de la Consol Paper et par le chemin du lac des Maltais. Quelques autres routes forestières secondaires desservent la vallée de la Petite Décharge, surtout pour les besoins la foresterie et des activités récréotouristiques.
La foresterie constitue la principale activité économique de cette vallée ; les activités récréotouristiques, en second.
La surface de la Petite Décharge est habituellement gelée du début de décembre à la fin mars, toutefois la circulation sécuritaire sur la glace se fait généralement de la mi-décembre à la mi-mars.

## Géographie
Les principaux bassins versants voisins de la Petite Décharge sont :
- côté nord : lac des Maltais, rivière Gauthier, ruisseau Paradis, rivière du Moulin, rivière Saguenay ;
- côté est : rivière à Mars, lac Côme, bras du Coco, bras Rocheux, bras d'Hamel, rivière Ha! Ha! ;
- côté sud : rivière du Moulin, bras de Jacob, bras d’Henriette,
- côté ouest : rivière du Moulin, lac des Pères, ruisseau Henriette.

La Petite Décharge prend sa source à la confluence de deux ruisseaux (altitude : 317 m) en zone forestière et montagneuse. Cette source est située à :
- 1,6 km au nord-est du cours de la rivière du Moulin ;
- 8,6 km au sud-est du village de Laterrière ;
- 8,8 km au sud-ouest de la confluence de la Petite Décharge et de la Grosse Décharge ;
- 13,1 km au sud-est du barrage de Portage-des-Roches, érigé à la tête de la rivière Chicoutimi ;
- 22,2 km au sud-est de la confluence de la rivière du Moulin et de la rivière Saguenay dans le secteur Chicoutimi de la ville de Saguenay[3].

À partir de sa source, La Petite Décharge coule sur 12,5 km avec une dénivellation de 127 m entièrement en zone forestière, selon les segments suivants :
- 3,6 km vers le nord-est en recueillant la décharge (venant du nord-ouest) du Grand lac à Foin et du Petit lac à Foin, jusqu’à un coude de rivière, correspondant à un petit lac ;
- 1,2 km vers le nord en continuant la traversée d’un petit lac (longueur : 0,7 km ; altitude : 315 m), jusqu'à la décharge (venant de l’est) d’un ruisseau ;
- 2,5 km vers l’est en traversant sur 0,25 km un petit lac (longueur : 0,5 km ; altitude : 273 m), puis vers le nord en courbant vers le nord-est, jusqu'à un ruisseau (venant du sud) ;
- 2,8 km vers le nord-est en formant une grande courbe vers l’ouest, jusqu'à un ruisseau (venant du sud) ;
- 1,8 km vers le nord-est, notamment en traversant un petit lac (longueur : 0,5 km ; altitude : 190 m), en recueillant un ruisseau (venant de l’est), puis en courbant vers l’est, jusqu'à un ruisseau (venant du sud) ;
- 0,6 km vers le nord-est, jusqu'à son embouchure[3].

La Petite Décharge se déverse sur la rive sud de la Grosse Décharge. Cette confluence est située à :
- 0,6 km à l’ouest du cours de la rivière à Mars ;
- 6,8 km au sud-ouest du cours de la rivière Ha! Ha! ;
- 6,4 km au sud-est de l’aérogare de l’aéroport de Bagotville ;
- 8,6 km au nord-est du cours de la rivière du Moulin ;
- 10,5 km au sud-ouest de la confluence de la rivière à Mars et de la baie des Ha! Ha! ;
- 17,6 km au sud-est du centre-ville de Saguenay[3].

À partir de l’embouchure de la Petite Décharge, le courant suit successivement le cours de la Grosse Décharge sur 0,6 km vers l’est, le cours de la rivière à Mars sur 14,5 km vers le nord et le nord-est, traverse la baie des Ha! Ha! sur 11,0 km vers le nord-est, puis le cours de la rivière Saguenay sur 99,5 km vers l’est jusqu’à Tadoussac où il conflue avec l’estuaire du Saint-Laurent.

## Toponymie
Le toponyme « la Petite Décharge » a été officialisé le 29 juin 1983 à la Banque des noms de lieux de la Commission de toponymie du Québec.